# Xylocopa codinai
Xylocopa codinai är en biart som beskrevs av Dusmet y Alonso 1924. Xylocopa codinai ingår i släktet snickarbin, och familjen långtungebin. Inga underarter finns listade i Catalogue of Life.